# لي ر. أندرسون سينيور
لي ر. أندرسون سينيور (بالإنجليزية: Lee R. Anderson, Sr.)‏ هو شخصية أعمال أمريكي، ولد في 22 يونيو 1939 في منيابولس في الولايات المتحدة.